# Mátraterenye
Mátraterenye é um município da Hungria, situado no condado de Nógrád. Tem 28,13 km² de área e sua população em 2015 foi estimada em 1.873 habitantes.